# Sheldon Reynolds
Sheldon Reynolds (* 10. Dezember 1923 in Philadelphia; † 25. Januar 2003 in New York City) war ein US-amerikanischer Fernsehproduzent, Filmregisseur und Drehbuchautor.
Reynolds trat erstmals als Produzent der 77-teiligen Fernsehserie Foreign Intrigue in Erscheinung, die von 1951 bis 1955 gezeigt wurde; in den Jahren ab 1954/1955 produzierte er parallel auch eine der ersten Fernsehserien um die Charaktere von Sherlock Holmes und Dr. Watson, die in 39 Episoden deren Abenteuer zeigte und teilweise in Paris gedreht wurde. Bei insgesamt rund 20 Episoden der beiden Serien führte er auch Regie. Mitte der 1960er Jahre war er als Kinoregisseur für zwei europäische Produktionen tätig; sein Debüt in dieser Funktion hatte er 1956 mit dem Drama Die fünfte Kolonne, einer Adaption und Verdichtung der Serie, gegeben. 1968 verantwortete er einen britischen Spionagefilm. Mit einer neuen Holmes/Watson-Serie 1979/1980 in 24 Folgen kehrte er wieder auf seine Position als Fernsehproduzent zurück. Für einige der Werke Arthur Conan Doyles besaß Reynolds dank der Familie seiner zeitweiligen Ehefrau Andrea Plunket für einige Zeit die Rechte.

## Filmografie (Auswahl)
Regisseur
- 1956: Die fünfte Kolonne (Foreign Intrigue)
- 1965: Die Hölle von Manitoba
- 1966: Gern hab ich die Frauen gekillt (eine Episode)